# John Ralston (Schauspieler)
John Ralston (* 9. Oktober 1964 in Miramichi) ist ein kanadischer Schauspieler.

## Leben
John Ralston wuchs in Fredericton und St. Andrews in New Brunswick auf. Während er an der St. Francis Xavier University in Nova Scotia Jazzmusik studierte, begann er sich für das Schauspielen zu interessieren. Nach einigen Theaterrollen debütierte er 1997 bei einer Episode von PSI Factor – Es geschieht jeden Tag als Fernsehschauspieler. Seine erste größere Rolle hatte er in der Seifenoper The City. Neben einigen Fernsehfilmrollen und als Gastschauspieler in diversen Serien hatte er eine Hauptrolle in den Serien Flash Gordon, Friends and Heroes, Mensch, Derek! und Living in Your Car.

## Filmografie
- 1997: PSI Factor – Es geschieht jeden Tag (PSI Factor: Chronicles of the Paranormal, Fernsehserie, 1 Folge)
- 1998 Nikita (Fernsehserie, 1 Folge)
- 1998 Raven – Die Unsterbliche (Highlander: The Raven, Fernsehserie, 1 Folge)
- 1998: Eis – Wenn die Welt erfriert (Ice)
- 1999: Spurlos verschwunden – Eine Mutter gibt nicht auf (Vanished Without a Trace)
- 1999–2000: The City (Fernsehserie, 25 Folgen)
- 2000 Mission Erde – Sie sind unter uns (Earth: Final Conflict, Fernsehserie, 1 Folge)
- 2000: Ghetto Superstar
- 2001 Exit Wounds – Die Copjäger Exit Wounds
- 2001: Nora Roberts – Heimkehr in den Tod (Nora Roberts’ Sanctuary)
- 2002 Adventure Inc. – Jäger der vergessenen Schätze (Adventure Inc., Fernsehserie, 1 Folge)
- 2002 Jeremiah – Krieger des Donners (Jeremiah, Fernsehserie, 1 Folge)
- 2002 Queer as Folk (Fernsehserie, 1 Folge)
- 2003 Mutant X (Fernsehserie, 1 Folge)
- 2005–2006: Strange Days at Blake Holsey High (Fernsehserie, 4 Folgen)
- 2005–2009: Mensch, Derek! (Life with Derek Fernsehserie, 70 Folgen)
- 2006 The Path to 9/11 – Wege des Terrors (The Path to 9/11, Fernsehzweiteiler)
- 2006 Angela Henson – Das Auge des FBI (Angela’s Eyes, Fernsehserie, 1 Folge)
- 2006: Instant Star (Fernsehserie, 4 Folgen)
- 2006: Wenn der Mond auf die Erde stürzt (Earthstorm)
- 2007: Die Vögel – Attack From Above (KAW)
- 2007: Flash Gordon (Fernsehserie, 21 Folgen)
- 2007–2008: Friends and Heroes (Fernsehserie, 19 Folgen)
- 2011: Nikita (Fernsehserie, 1 Folge)
- 2012: The Listener – Hellhörig (The Listener, Fernsehserie, 1 Folge)
- 2012: Flashpoint – Das Spezialkommando (Flashpoint, Fernsehserie, 1 Folge)
- 2013: Played  (Fernsehserie, 1 Folge)
- 2013–2015: Degrassi (Fernsehserie, 20 Folgen)
- 2014: Ascension (Fernsehserie, 1 Folge)
- 2015 Haven (Fernsehserie, 2 Folgen)
- 2015: Lizzie Borden – Kills! (Fernsehmehrteiler, 6 Folgen)
- 2016: Bitten (Fernsehserie, 8 Folgen)
- 2016–2017: Degrassi: Die nächste Klasse (Degrassi: Next Class, Fernsehserie, 4 Folgen)
- 2017: Reign (Fernsehserie, 1 Folge) 3 Folgen
- 2017–2018 Designated Survivor (Fernsehserie, 2 Folgen)
- 2018: Ransom (Fernsehserie, 1 Folge)
- 2018: Die Berufung – Ihr Kampf für Gerechtigkeit (On the Basis of Sex)
- 2019 Workin’ Moms (Fernsehserie, 4 Folgen)
- 2019: Ready or Not – Auf die Plätze, fertig, tot (Ready or Not)
- 2020 Dein letztes Solo (Tiny Pretty Things, Fernsehserie, 3 Folgen)
- 2020 Private Eyes (Fernsehserie, 1 Folge)
- 2020 Zoey’s Extraordinary Playlist (Fernsehserie, 1 Folge)
- 2021: Crisis
- 2021: Die in a Gunfight
- 2023: Infinity Pool